# 坦塔馬約區

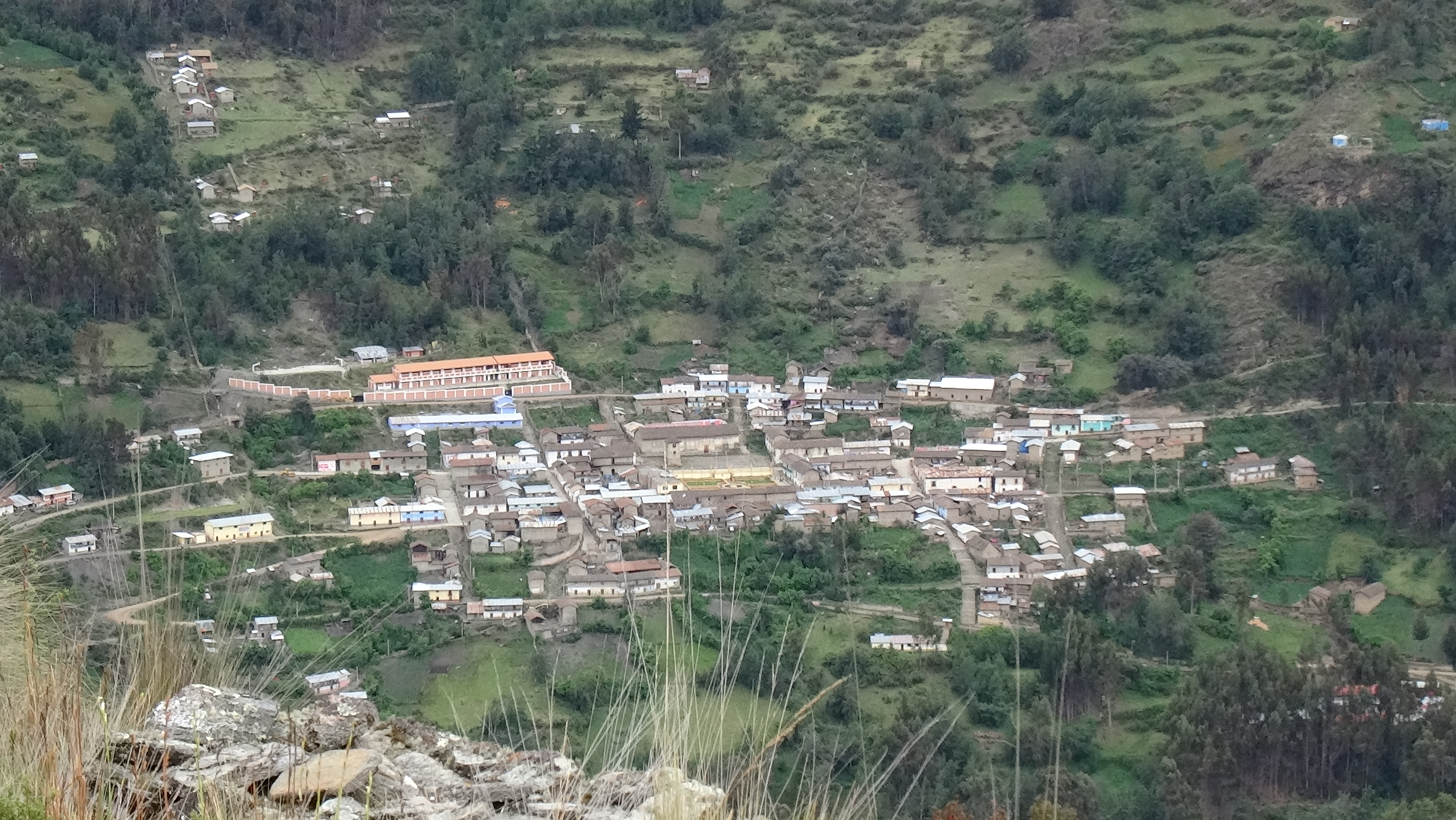

9°23′34″S 76°43′10″W / 9.3927°S 76.7195°W
坦塔馬約區（西班牙語：Distrito de Tantamayo），是秘魯的一個區，位於該國中部瓦努科大區的瓦馬利埃斯省，始建於1923年10月29日，面積250平方公里，海拔高度3,495米，2005年人口2,780，人口密度每平方公里11人。